# ガスパル・デ・ポルトラ
ガスパル・デ・ポルトラ・ロビラ（スペイン語: Gaspar de Portolá Rovira, カタルーニャ語: Gaspar de Portolà i Rovira, 1716年 - 1786年）は、スペインの軍人・ヌエバ・エスパーニャの管理職で、アルタ・カリフォルニアの初代総督であった。スペインによるアメリカ大陸の植民地化のための陸路および海路の探検の司令官として、サンディエゴとモントレーに駐屯地を建設した。また、サンディエゴからサンフランシスコまで最初の陸路の探検隊を率いた。その途上、多くの土地に命名し、その多くは現在も使われている。

## 青年期まで
ポルトラは1716年1月1日にスペインのカタルーニャ地方、現リェイダ県の Os de Balaguer でカタルーニャ人貴族の家に生まれた。ガスパルはイタリアとポルトガルにあるスペイン軍の兵士として働いた。1734年に少尉、1734年に中尉に昇格した。

## （バハ・）カリフォルニア総督
1767年までにイエズス会宣教師はバハ・カリフォルニア半島に伝道所を築いたが、イエズス会が蓄財して強大になりつつあるといううわさが流れた。ほぼ世界的におきたイエズス会に対する迫害の一環として、カルロス3世はイエズス会士を追い払い、イタリアの教皇領へ退去させるように命じた。王の命令に従って、ヌエバ・エスパーニャ副王は伝道所にいるすべてのイエズス会士を捕えるように命じた。ポルトラはイエズス会士を追い払うための責任者となった。伝道所はフランシスコ会および後にはドミニコ会に与えられた。

## アルタ・カリフォルニア探検
スペインは、バハ・カリフォルニア半島より北の太平洋岸に伝道所やその他の入植地を設立して、そこが他国の領土して宣言されるのを防ごうとしていた。イギリス人はすでに北アメリカ大陸東岸とその北の現在のカナダに植民地を設立していたが、太平洋岸にも探検者を送り込んできた。ロシアの毛皮猟師はシベリアからベーリング海峡を渡ってアリューシャン列島やさらに東部へやってきた。
1768年1月23日にカルロス王と副王の間で文書が交され、スペインが太平洋岸に沿って北へ支配を拡大し、早期の探検者であるフアン・ロドリゲス・カブリリョやセバスティアン・ビスカイノによって報告されていたサンディエゴ湾やモントレー湾に植民地や伝道所を設立することに決定された。ビスカイノは1602年にモントレーまでの海岸線の地図を描いていたが、その後166年間ほとんど何も行われてこなかった。1768年5月、スペインからの監察官であるホセ・デ・ガルベスは海陸双方からの探検隊を組織した。ポルトラが「両カリフォルニア総督」に任命され、全指揮権を与えられた。探検隊のフランシスコ会宣教師の指導者であるフニペロ・セラが精神的な問題に関する指揮を行うことになった。海と陸とに分かれた探検隊は、サンディエゴ湾で落ち合うことになっていた。

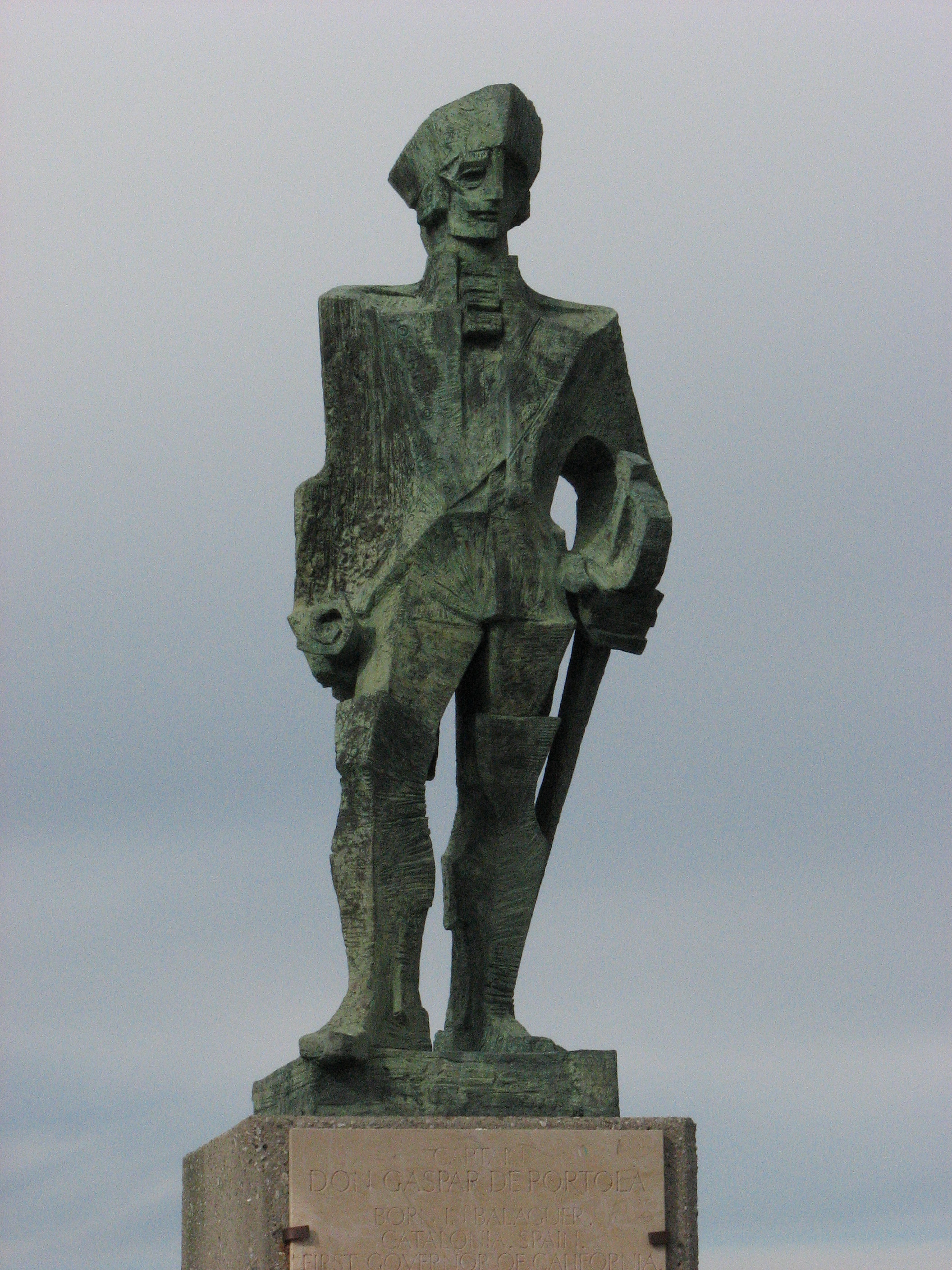
ジュゼップ・マリア・スビラックスによるガスパル・デ・ポルトラの像

1769年1月10日に、第1の船であるサンカルロス号がラパスを出港した。第2のサンアントニオ号は2月15日にサンルーカス岬を発った。同時に、陸路探検隊を構成する集団がロレトから北へと移動を始めた。陸路の探検隊はセラが最初の伝道所を設立したベリカタに集合し、ポルトラの計画によって隊は二手に分かれた。主班は馬車の通れる道を建設し、原住民を慰撫することを目的とし、フェルナンド・リベラ・イ・モンカダに率いられて、3月24日にベリカタを出発した。フランシスコ会の記録者であるフアン・クレスピもリベラの班に同行した。ポルトラによって率いられるもう1つの班にはフニペロ・セラ（伝道所の長）も同行し、宣教師・植民者・革の上着を着た兵士たちから成り立っていた。第2班は5月15日にベリカタを出発した。フニペロ・セラは探検中に新しく2つの伝道所を設立した（1769年7月16日にサン・ディエゴ・デ・アルカラ、1770年6月3日にミッション・サン・カルロス・ボロメオ・デ・カルメロ）。

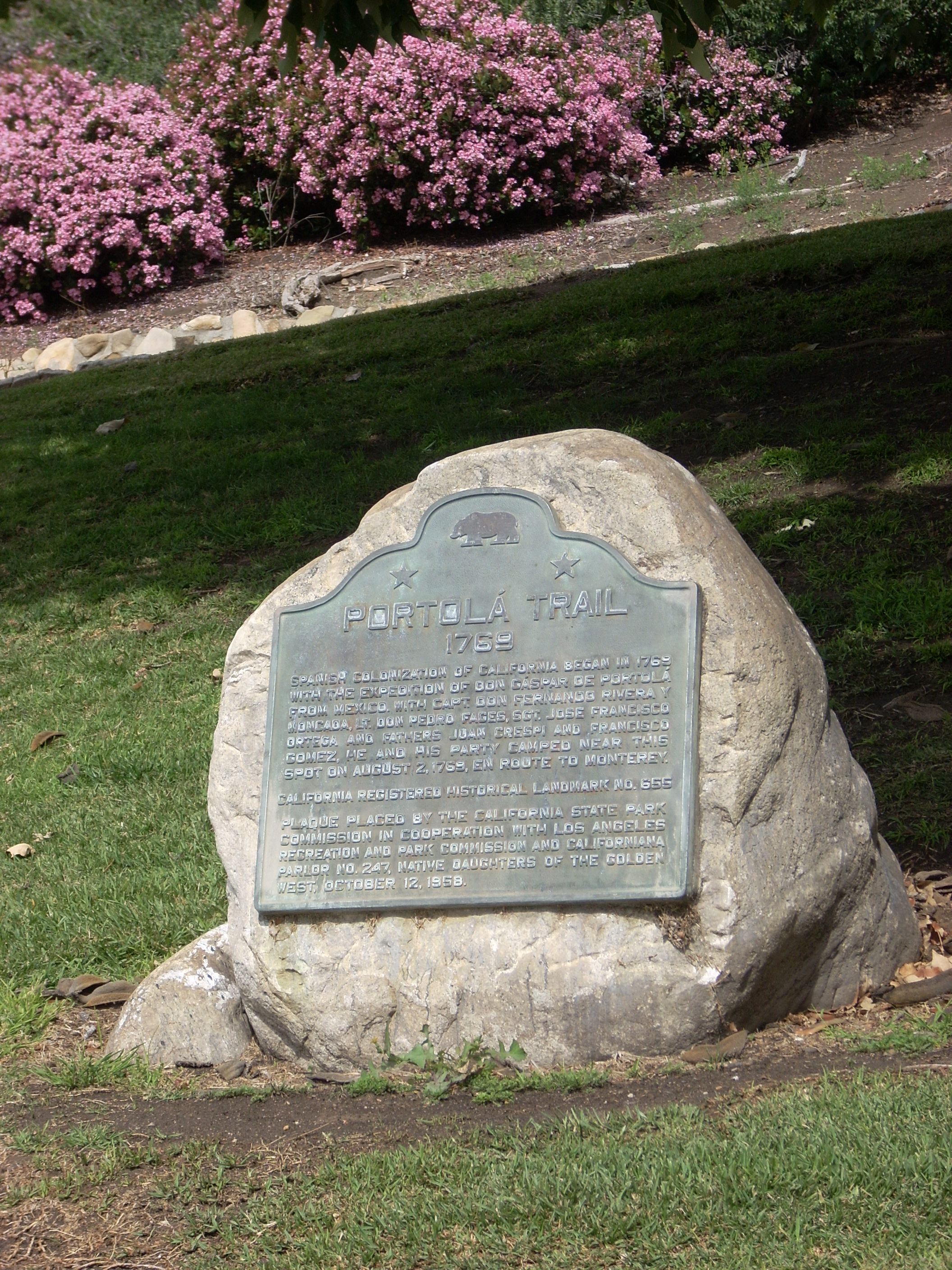
ロサンゼルス、エリシアン公園の記念銘板

ビスカイノがサンディエゴ港の緯度を間違えていたため、船はサンディエゴを通り過ぎて北へ行き過ぎてしまい、引き返す必要があった。サンアントニオ号は4月11日に到着した。最初にラパスを出たサンカルロス号は強風と嵐に遭遇し、4月29日に到着した。荷物を載せた第3の船は行方不明になった。苦しい旅のために、海路を旅した人々の大部分は病気になり（主に壊血病）、多くが死亡した。バハ・カリフォルニアを出た219人のうち、生き残ったのは100人あまりに過ぎなかった。5月にリベラは現在のサンディエゴに到着し、海路の探検隊と合流した。彼らは現在の旧市街にキャンプを設営して第2班の到着を待った。ポルトラの陸路探検隊は6月29日に到着した。
モントレー湾へと急ぐため、ポルトラ、フアン・クレスピ、63人の革の上着の兵士、そして食糧を運ぶ100頭の騾馬は、1769年7月14日に北へと向かった。1日に2-4レグア（1レグアは約4キロメートル）の速度で徒歩で進み、8月2日に現在のロサンゼルスに到着した。翌日、後にサンタモニカのウィルシャー大通りになるインディアンの通り道を進み、現在のサンタクラリタのソーガス地区にあたる場所に立ち寄った後に8月19日に今のサンタバーバラに、9月13日に今のサンシメオンに到着した。10月1日にポルトラの隊はサンタルシア山脈を抜けてサリナス川河口に到達した。
サンディエゴからは約650km、ベリカタからは約1,600kmの距離を徒歩で進んで、目的地のモントレー湾に到着した。ビスカイノは湾の形を「O」の字のように丸いとしていたが、隊の一部のメンバーは湾岸に沿って2回も行進してみたにもかかわらず、湾が半円形であることを認識できなかった。そこを目的地と認識するのに失敗した一行は湾に沿ってさらに北上し、湾の北端に到達した。10月18日にクレスピはそこにある川をサンタクルスと命名した。さらに北上して、10月31日にはサンフランシスコ湾に到達し、湾の南方の、現在はゴールデンゲートの名で知られる場所に多くの名をつけた。

隊はそこからサンディエゴへと戻ったが、帰路でもモントレーの港を見つけることに失敗した。主に騾馬の肉を食糧としながら、1770年1月24日に帰還した。

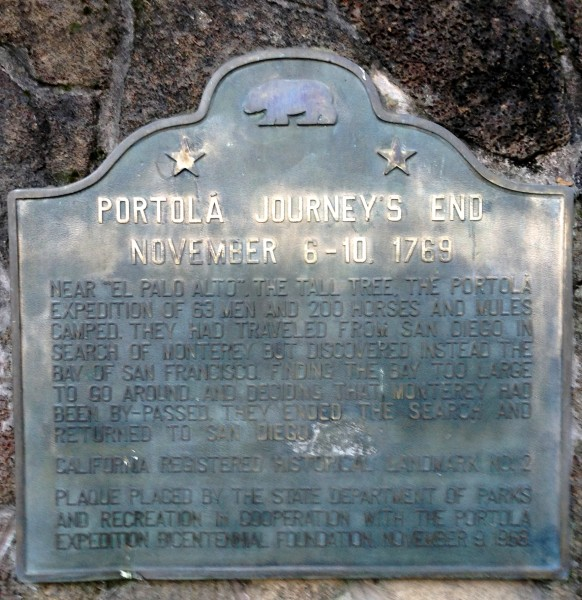
サンマテオにあるポルトラの最北端キャンプ地の銘板。カリフォルニア州歴史的ランドマーク第2号

## 第二次探検
ポルトラの将校のひとりであったビセンテ・ビラは、探検隊が第二の十字架を置いた場所（現在のパシフィック・グローブ）が実際のモントレー湾であったとポルトラを説得した。補給品を整えた後、ポルトラとセラは再びモントレー湾を探して、成功したらそこに植民地を建設することを目的として陸路と海路の両方の探検を行うことを決定した。1770年4月16日にサンアントニオ号が出発した。船にはセラ、ミゲル・コスタンソ、軍の技術者と地図作成者、陸軍の外科医であるペドロ・ブラットが乗りこみ、モントレーでの伝道に必要になる荷物を積みこんだ。
4月17日、ポルトラの陸路探検隊は再び北上した。探検隊にはペドロ・ファヘス中尉、12人のスペイン人志願者、7人の革の上着の兵士、5人のバハ・カリフォルニア・インディアン、2人の騾馬引き、および探検隊の司祭としてフアン・クレスピが参加した。
探検隊は前年の冬にサンディエゴに帰還したときと同じ道をたどった。36日間行進し、休みはわずか2日間だけしかとらず、1770年5月24日に第二の十字架の地点に到達した。ポルトラは晴れた日に高台に登り、この丸い港がビスカイノの記述に一致すると判断した。ここがモントレー湾だと認識した後、かつてビスカイノに同行した宣教師が1603年に礼拝を行ったオークの木の近くでミサをとり行った。1770年6月3日、ミッション・サン・カルロス・デ・ボロメオを着工し、プレシディオ（砦）を築いた。

## 晩年
ポルトラの総督としての仕事は終了した。ポルトラはペドロ・ファヘスを後任として、6月9日にサン・ブラスへと出航し、その後アルタ・カリフォルニアに戻ることはなかった。1776年、ポルトラはプエブラ州総督に任命された。1784年に後任者が決まった後、費用を前借りしてスペインに戻り、ヌマンシア竜騎兵連隊長を務めた。1786年2月7日にはリェイダの砦と城のテニエンテ・デル・レイに任命された。同年10月に没した。

## 栄誉
カリフォルニア州パシフィカにある高さ2.7メートルのポルトラの像は、カタルーニャの彫刻家であるジュゼップ・マリア・スビラックスとその同僚であるフランセスク・カルリャによって作られ、1988年にジャナラリター・デ・カタルーニャからカリフォルニア州に寄贈された。
プラマス郡のポートラ市、サンマテオ郡のポートラ・バレー、サンフランシスコのポートラ地区はポルトラにちなんで命名された。カリフォルニアの多くの学校名もポルトラにちなんだ名前を持ち、その中にはポートラ・ヒルズのポートラ・ヒルズ小学校、サンブルーノのポートラ小学校、エルサリートのポートラ中学校、サンディエゴのティエラサンタ地区にあるガスパル・デ・ポルトラ中学校、ロサンゼルスのターザナ地区にあるポートラ中学校、オレンジのポートラ中学校がある。オレンジの学校は探検隊がサンタアナ川を渡った箇所の近くに位置し、校内にポルトラ探検隊を描いた60フィートの壁画がある。
アーバインとレイクフォレストを結ぶポートラ・パークウェイもポルトラにちなむ。現在ポートラ・パークウェイが通っているのと同じところをポルトラが通ったと伝えられている。モントレー湾岸に沿って走るポートラ・ドライブはサンタクルーズ郡のプレジャーポイント一帯のメインストリートである。コーアチェラ・バレーに位置するパームデザートにはポートラ・アベニューが南北に走る。

## 関連文献
- Crespí, Juan; Alan K Brown (2001). A Description of Distant Roads: Original Journals of the First Expedition into California, 1769–1770. San Diego: San Diego State University Press. ISBN 1-879691-64-7